# Cantonul Rebais
Cantonul Rebais este un canton din arondismentul Provins, departamentul Seine-et-Marne, regiunea Île-de-France , Franța.

## Comune
- Bellot
- Boitron
- Chauffry
- Doue
- Hondevilliers
- Montdauphin
- Montenils
- Orly-sur-Morin
- Rebais (reședință)
- Sablonnières
- Saint-Cyr-sur-Morin
- Saint-Denis-lès-Rebais
- Saint-Germain-sous-Doue
- Saint-Léger
- Saint-Ouen-sur-Morin
- La Trétoire
- Verdelot
- Villeneuve-sur-Bellot